# Neostenanthera myristicifolia
Neostenanthera myristicifolia là loài thực vật có hoa thuộc họ Na. Loài này được (Oliv.) Exell mô tả khoa học đầu tiên năm 1935.